# 吉布提國家足球隊
吉布堤國家足球隊是吉布堤的國家足球代表隊，由吉布堤足球協會管理，現時屬於國際足協及非洲足協成員國之一。吉布堤至今仍未參加過任何國際大賽的決賽週，無論在世界盃及非洲國家盃外圍賽階段從未取得過出線資格。

## 世界盃成績
- 1930年 至 1974年 - 屬於法國的一部分
- 1978年 至 1998年 - 沒有參賽
- 2002年 - 未能晉級
- 2006年 - 沒有參賽
- 2010年 至 2018年 - 未能晉級

## 非洲國家盃成績
- 1957年 至 1976年 - 屬於法國的一部分
- 1978年 至 1992年 - 不屬於非洲足球協會的一部分
- 1994年 至 1998年 - 沒有參賽
- 2000年 至 2002年 - 外圍賽出局
- 2004年 - 退出
- 2006年 - 外圍賽出局
- 2008年 - 退出
- 2010年 - 外圍賽出局
- 2012年 至 2015年 - 沒有參賽
- 2017年 至 2023年 - 外圍賽出局